# Nyak (hangszerrész)

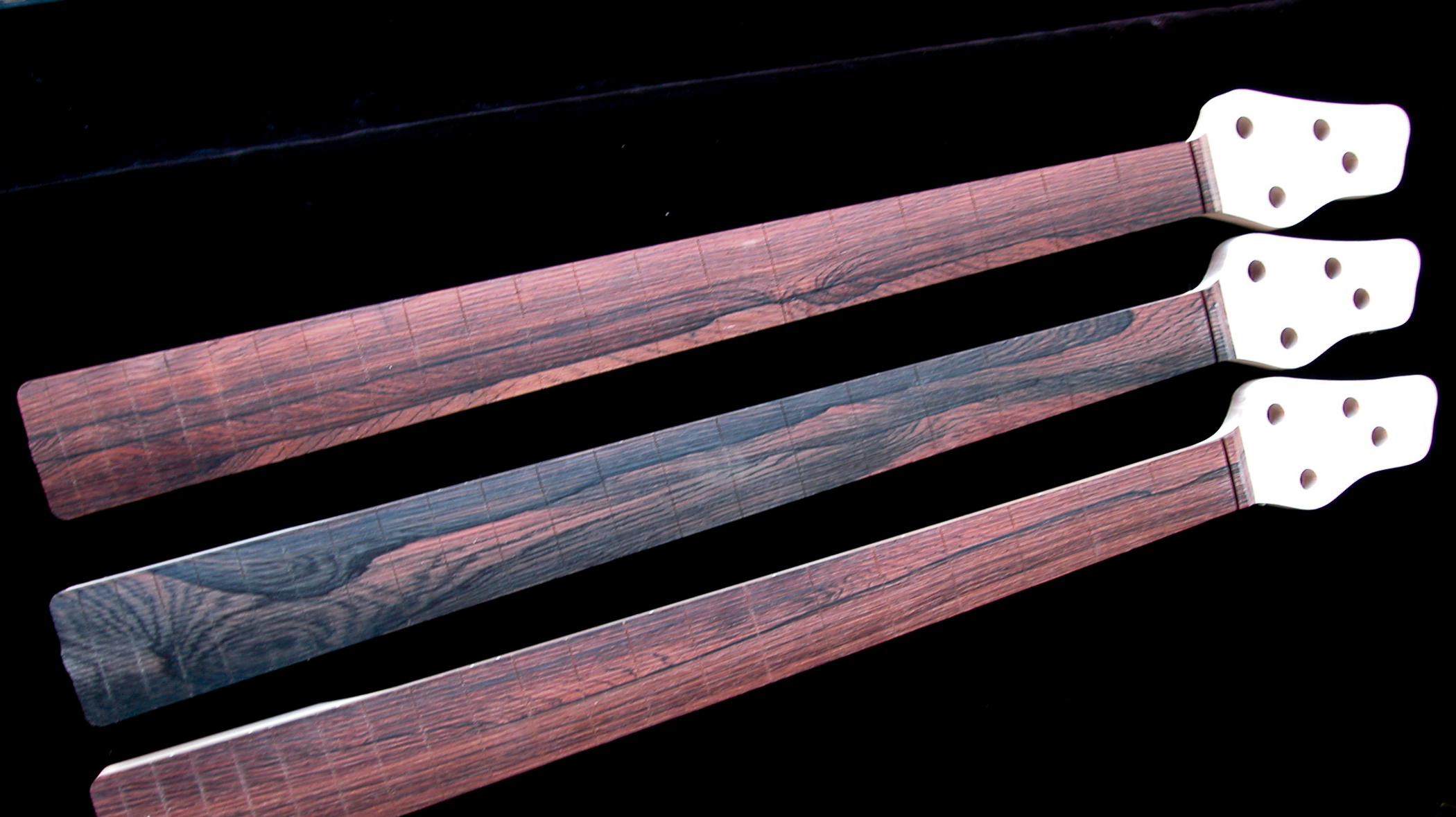
Elektromos basszusgitár nyakak

A nyak a fogólapos húros hangszerek legtöbbjének fontos alkatrésze, a hangszertest hosszúkás formájú toldaléka vagy nyúlványa, amely mentén a húrok a hangolófej irányába futnak. A nyak húrok felé néző felületét a fogólap borítja, a végén található a hangszer feje. A nyak fogalmába gyakran beleveszik a fogólapot és a fejet is, vagy a hangszernek csak azt a részét nevezik így, amihez ezek csatlakoznak.
A fogólapos húros hangszerek esetén egy adott húron a különböző hangmagasságokat a fogólapra való lenyomással lehet képezni. A nyakkal ellátott húros hangszerek esetén a játékos keze legtöbbször a húrokkal ellentétes irányból, hátulról közelíti a nyakat, hogy a tenyér vagy a hüvelykujj megtámasztásával az ujjak visszahajolva érintsék a húrokat (ellentétben például a citerával, aminek nincs nyaka, a fogólap közvetlenül a hangszertestre épül). Ezért játéktechnikai, kényelmi szempontból nagy jelentősége van a nyak méreteinek, kialakításának, profiljának.
A nyak közvetlen egységet képezhet a hangszertesttel akár úgy, hogy ugyanabból a darab fából van kifaragva (például rebek), vagy külön darabból van, de szervesen követi a test formáját, egybeépül vele (például csángó koboz); vagy a hangszernek élesen elkülöníthető részét alkothatja (például hegedűfélék, gitár). Az utóbbi esetben a nyak a hangszertest felső tőkéjéhez csatlakozhat csapolással, csavarozással, vagy a nyak a test belsejébe néhány centiméterre benyúlhat (például spanyol gitár), de akár a nyak meghosszabbítása végigfuthat az egész testen is (például nyárslantok, egyes elektromos gitárok).
A nyak a húrok feszítettségétől, számától, elhelyezkedésétől függően komoly hajlítási igénybevételnek van kitéve. Viszonylag nagyobb nyakkeresztmetszet és kisebb húrfeszítés esetén a nyak megfelelő kialakítása, a faanyag helyes megválasztása esetén nem jelentkezik számottevő deformáció, de karcsúbb nyak, nagyobb húrterhelés esetén ennek kivédésére nyakmerevítő pálca beépítése válik szükségessé (például fémhúros, elektromos gitárok).